# Friauler Krieg

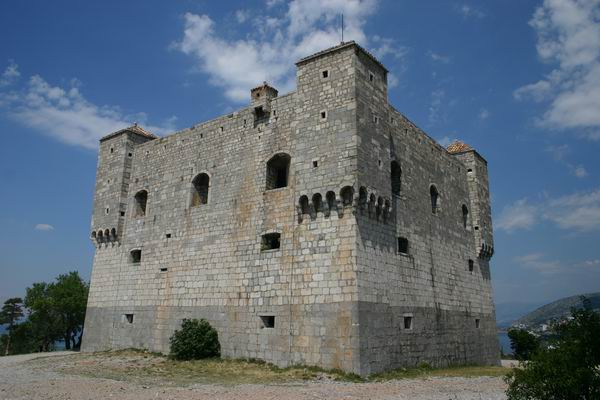
Uskoken-Festung Nehaj bei Senj (Kroatien)

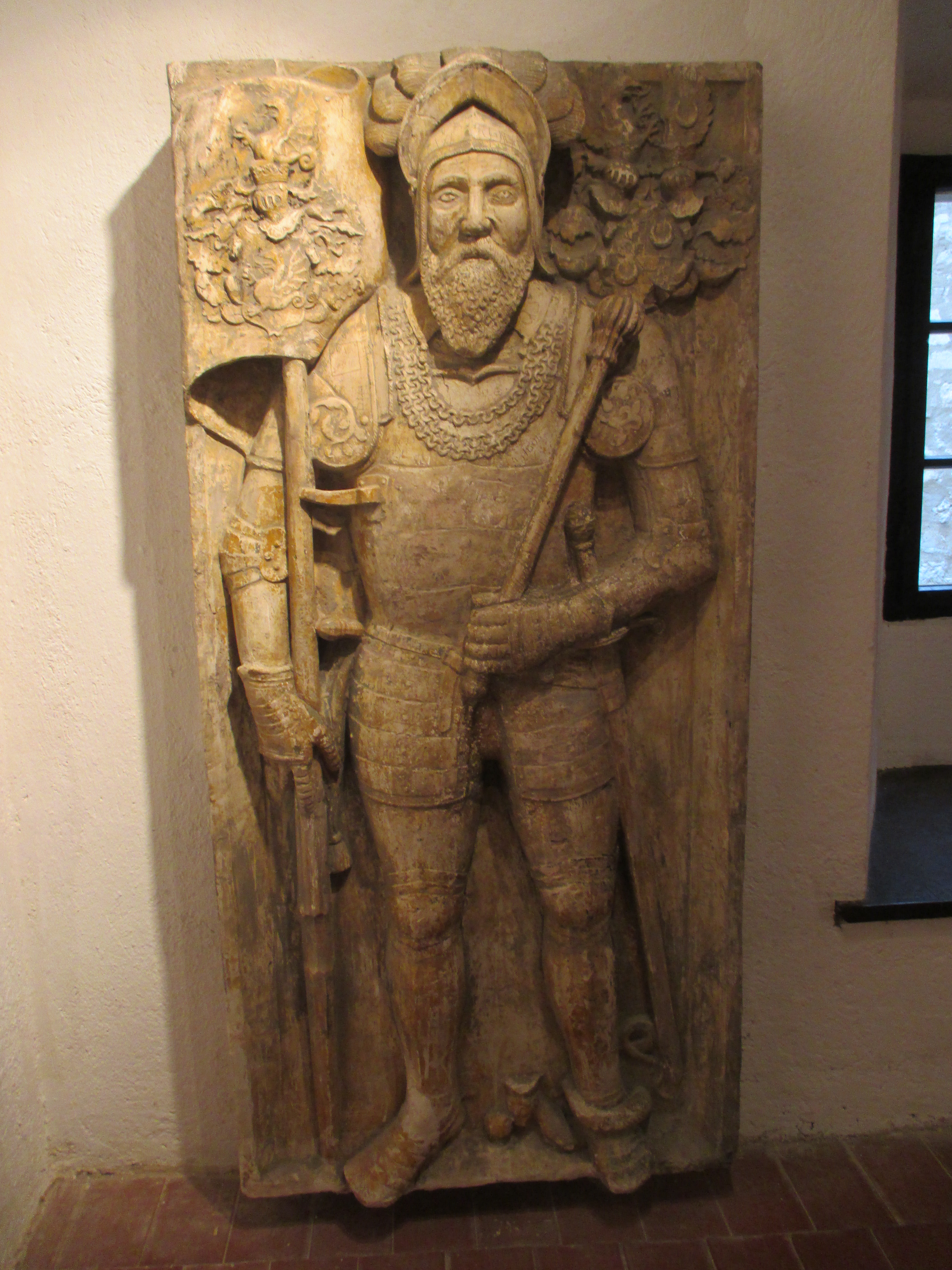
Grabstein des Uskokenführers Ivan Lenković von 1569

Der Friauler Krieg (nach der zentral umkämpften Festung auch Gradiscaner Krieg sowie Uskokenkrieg genannt) war ein Konflikt zwischen Venedig und Erzherzog Ferdinand (dem späteren Kaiser Ferdinand II.) als Landesherrn von Innerösterreich.
Vordergründig ging es in dem Krieg um die von der Republik Venedig beklagte Piraterie der Uskoken von Senj in der Adria: Da die Uskoken, die vor der osmanischen Eroberung aus Bosnien an die Küste geflüchtet waren, auf habsburgischem Gebiet siedelten, verlangte Venedig von den Habsburgern ein Eingreifen. Eine Rolle bei dem Konflikt spielte allerdings auch Venedigs Anspruch auf die Oberhoheit über die Adria sowie Habsburgs unablässiges Vordringen in Oberitalien. Beide Parteien versuchten im Vorfeld, noch eine gütliche Einigung durch den Vertrag von Wien 1612 zu erreichen, doch brach der Konflikt schon im Folgejahr wieder auf.
Da Erzherzog Ferdinand ein Ende der uskokischen Aktivitäten nicht bewirken konnte oder wollte, verschärften sich die Spannungen mit Venedig seit 1613. Zu Kriegshandlungen kam es erst, als Venedig 1615 mit einem militärischen Vorgehen gegen das Territorium des Erzherzogs begann und schließlich Gradisca belagerte, die Adriaküste blockierte und Karlobag besetzte. Auslöser dafür war der Überfall von Uskoken auf eine venezianische Galeere bei welchem der venezianische Generalprovidur für Dalmatien starb. Der Beginn dieses Krieges wird deshalb oft auch erst auf 1615 datiert, insbesondere unter der Bezeichnung Krieg von Gradisca. Im Gegenzug fielen österreichische Truppen und Uskoken in das venezianische Istrien ein. Die venezianische Belagerung Gradiscas durch Giovanni de’ Medici wurde Mai 1617 mit 3100 Söldnern verstärkt, die in Holland von Johann Ernst von Nassau-Siegen, seinem Bruder Wilhelm von Nassau-Siegen, Joachim Ernst von Schleswig-Holstein und Peter Melander von Holzappel geworben wurden. Auf habsburgischer Seite kämpfte an der Seite Erzherzog Ferdinands auch erstmals Wallenstein. Kaiser Matthias hielt sich offiziell aus dem Krieg heraus.
Trotz der Abwehr der Belagerung von Gradisca erreichte Venedig sein Kriegsziel: Am 26. September 1617 schloss es mit Ferdinand den Vertrag von Madrid, in dessen Folge die Uskoken aus Senj vertrieben wurden. Allerdings verlor Venedig damit auch eine wirksame Waffe gegen die Osmanen in der Adria und wurde in den kommenden Jahrzehnten in mehrere schwere Kriege mit dem Osmanischen Reich verwickelt.